# Lotta libera ai Giochi della XXVIII Olimpiade - 63 kg femminile
Il torneo si è svolto il 22 e il 23 agosto.
Legenda:
- TO — Vittoria per KO
- SP — Vittoria di superiorità, 10 punti di differenza, sconfitto con punti
- ST — Vittoria di superiorità, 10 punti di differenza, sconfitto senza punti
- PP — Vittoria ai punti, sconfitto con punti tecnici
- PO — Vittoria ai punti, sconfitto senza punti tecnici
- PA — Vittoria per squalifica dell'avversario
- DQ — Vittoria per rinuncia dell'avversario
- CP — Punti di classifica
- TP — Punti tecnici

## Gironi di qualificazione

### Girone 1
| Posizione | Lottatore         | Paese    | W | L | CP | TP |
| --------- | ----------------- | -------- | - | - | -- | -- |
| 1         | Stavroula Zygouri | Grecia   | 2 | 0 | 6  | 9  |
| 2         | Stephanie Gross   | Germania | 1 | 1 | 4  | 4  |
| 3         | Sara Eriksson     | Svezia   | 0 | 2 | 1  | 3  |

| Rosso             | Blu               | CP  |    | TP  |
| ----------------- | ----------------- | --- | -- | --- |
| Stephanie Gross   | Stavroula Zygouri | 1-3 | PP | 1-4 |
| Sara Eriksson     | Stephanie Gross   | 0-3 | PO | 0-3 |
| Stavroula Zygouri | Sara Eriksson     | 3-1 | PP | 5-3 |

### Girone 2
| Posizione | Lottatore   | Paese       | W | L | CP | TP |
| --------- | ----------- | ----------- | - | - | -- | -- |
| 1         | Sara McMann | Stati Uniti | 1 | 1 | 5  | 7  |
| 2         | Viola Yanik | Canada      | 1 | 1 | 4  | 6  |
| 3         | Meng Lili   | Cina        | 1 | 1 | 3  | 8  |

| Rosso       | Blu         | CP  |    | TP   |
| ----------- | ----------- | --- | -- | ---- |
| Meng Lili   | Sara McMann | 0-4 | TO | 2:01 |
| Viola Yanik | Meng Lili   | 1-3 | PP | 1-8  |
| Sara McMann | Viola Yanik | 1-3 | PP | 2-5  |

### Girone 3
| Posizione | Lottatore       | Paese       | W | L | CP | TP |
| --------- | --------------- | ----------- | - | - | -- | -- |
| 1         | Lise Legrand    | Francia     | 2 | 0 | 6  | 10 |
| 2         | Volha Khilko    | Bielorussia | 1 | 1 | 4  | 5  |
| 3         | Natalya Ivanova | Tagikistan  | 0 | 2 | 1  | 1  |

| Rosso           | Blu             | CP  |    | TP  |
| --------------- | --------------- | --- | -- | --- |
| Volha Khilko    | Lise Legrand    | 1-3 | PP | 1-7 |
| Natalya Ivanova | Volha Khilko    | 1-3 | PP | 1-4 |
| Lise Legrand    | Natalya Ivanova | 3-0 | PO | 3-0 |

### Girone 4
| Posizione | Lottatore            | Paese    | W | L | CP | TP |
| --------- | -------------------- | -------- | - | - | -- | -- |
| 1         | Kaori Ichō           | Giappone | 2 | 0 | 7  | 16 |
| 2         | Alena Kartashova     | Russia   | 1 | 1 | 4  | 9  |
| 3         | Lyudmyla Golovchenko | Ucraina  | 0 | 2 | 0  | 0  |

| Rosso                | Blu                  | CP  |    | TP   |
| -------------------- | -------------------- | --- | -- | ---- |
| Lyudmyla Golovchenko | Kaori Ichō           | 0-4 | ST | 0-10 |
| Alena Kartashova     | Lyudmyla Golovchenko | 3-0 | PO | 7-0  |
| Kaori Ichō           | Alena Kartashova     | 3-1 | PP | 6-2  |

## Tabellone a eliminazione
|  | Semifinali        | Semifinali        | Semifinali |            |             | Finale            | Finale            | Finale          |  |
|  |                   |                   |            |            |             |                   |                   |                 |  |
|  | Sara McMann       | Sara McMann       | TO         |            |             |                   |                   |                 |  |
|  | Sara McMann       | Sara McMann       | TO         |            |             |                   |                   |                 |  |
|  | Stavroula Zygouri | Stavroula Zygouri | 0:50       |            |             |                   |                   |                 |  |
|  | Stavroula Zygouri | Stavroula Zygouri | 0:50       |            | Sara McMann | Sara McMann       | 2                 |                 |  |
|  |                   |                   |            |            | Sara McMann | Sara McMann       | 2                 |                 |  |
|  |                   |                   | Kaori Ichō | Kaori Ichō | 3           |                   |                   |                 |  |
|  | Kaori Ichō        | Kaori Ichō        | Kaori Ichō | Kaori Ichō | 3           | 4                 |                   |                 |  |
|  | Kaori Ichō        | Kaori Ichō        |            |            |             | 4                 |                   |                 |  |
|  | Lise Legrand      | Lise Legrand      | 0          |            |             | Finale 3º posto   | Finale 3º posto   | Finale 3º posto |  |
|  | Lise Legrand      | Lise Legrand      | 0          |            |             |                   |                   |                 |  |
|  |                   |                   |            |            |             |                   |                   |                 |  |
|  |                   |                   |            |            |             | Stavroula Zygouri | Stavroula Zygouri | 2:04            |  |
|  |                   |                   |            |            |             | Stavroula Zygouri | Stavroula Zygouri | 2:04            |  |
|  |                   |                   |            |            |             | Lise Legrand      | Lise Legrand      | TO              |  |